# Лејквју (Мичиген)
Лејквју (енгл. Lakeview) град је у америчкој савезној држави Мичиген.

## Демографија
По попису из 2010. године број становника је 1.007, што је 105 (-9,4%) становника мање него 2000. године.
| Група             | 2000.         | 2010.       |
| Белци             | 1.063 (95,6%) | 948 (94,1%) |
| Афроамериканци    | 1 (0,1%)      | 4 (0,4%)    |
| Азијати           | 3 (0,3%)      | 6 (0,6%)    |
| Хиспаноамериканци | 34 (3,1%)     | 26 (2,6%)   |
| Укупно            | 1.112         | 1.007       |